# Albert Cauwe
Albert Cauwe (Brugge 2 februari 1915 - Bulskamp 25 april 2010) was een Belgisch priester en organisator.

## Levensloop
Cauwe was een van de tien kinderen van de Brugse stadsingenieur Emile Cauwe (1881-1941). Twee van zijn broers werden jezuïet, één scheutist en één seculiere priester. Hun grootvader was Emile Cauwe (1845-1908), advocaat, schepen van de stad Brugge en bestendig afgevaardigde van de provincie West-Vlaanderen.
Albert Cauwe doorliep de humaniora aan het Sint-Lodewijkscollege in Brugge (retorica 1932) en trad binnen in het seminarie van Brugge. Hij werd priester gewijd op 3 juni 1939.
Aan de Katholieke Universiteit Leuven werd hij Baccalaureus in de wijsbegeerte en kandidaat in de geneeskunde. In 1939 begon hij aan een carrière als leraar aan het Sint-Stanislascollege in Poperinge.
In 1957 werd hij directeur-generaal van de Belgische hulpverleningsorganisatie Caritas Catholica. Hij bleef dit tot in 1969. In dit kader stichtte hij in 1960 Broederlijk Delen (de naam komt van hem), de vastenactie van de Belgische katholieke bisdommen voor het inzamelen van gelden bestemd voor hulpverlening aan bewoners en projecten in arme landen. In deze functies werd hij erekanunnik van de Sint-Salvatorskathedraal in Brugge (1957) en huisprelaat van Zijne Heiligheid (1963). Hij werd in 1969 doctor honoris causa (sociologie) van de St. Louis University in Baguio City (Filipijnen).
Cauwe keerde zich vervolgens naar het parochiewerk:
- in 1969 werd hij pastoor van de Sint-Jozefsparochie in Oostende,
- in 1972 werd hij deken van het decanaat Izegem en pastoor van de Sint-Hiloniusparochie
- in 1988 werd hij pastoor van de Sint-Laurentiusparochie in Steenkerke, waar hij eervol ontslag nam in 1998.

## Caritas Catholica
Gedurende de twaalf jaar van zijn directeurschap, heeft Cauwe een grote ontwikkeling gegeven aan Caritas. Onmiddellijk na zijn aanstelling vereenvoudigde hij de structuur, met een grotere impact vanwege de directeur, en een grotere samenhang en coördinatie tussen de verschillende geledingen.
Caritas Catholica Belgica werd opgericht in 1932 op initiatief van de Belgische bisschoppen. In 1982, werd de organisatie opgesplitst in Caritas Vlaanderen en Caritas francophone et germanophone. Caritas is vooral de overkoepelende organisatie van de katholieke zorginstellingen in het land.
Deze organisaties zijn opgevat vanuit een christelijke visie op mens en maatschappij en in overeenstemming met de instructies van de Belgische bisschoppen als een overleg- en samenwerkingsplatform van de Caritas-geledingen die werkzaam zijn in elk gewest. Samen vormen ze Caritas Catholica Belgica, onderdeel van Caritas Europa, op haar beurt onderdeel van Caritas Internationalis.
De verschillende aandachtspunten van Caritas Vlaanderen hierbij zijn:
- de christelijke identiteit, ethiek en kerkbetrokkenheid;
- de maatschappelijke en politieke positionering;
- innoverend initiatief nemen bij nieuwe maatschappelijke problemen en noden;
- de prioritaire aandacht voor armoedeproblematiek in het vrijwilligerswerk;
- het maatschappelijk onderzoek en studieopdrachten in de gezondheids- en welzijnssectoren;
- de vorming hierrond.

Caritas International helpt slachtoffers van oorlogsgeweld, natuurrampen, armoede en migratie in hun eigen land of op de vlucht. Ze verenigt 165 katholieke hulporganisaties en is werkzaam in meer dan 200 landen. Haar zichtbaarheid komt vooral tot uiting bij de steun die ze verleent aan slachtoffers van grote catastrofes, waarbij ze alleen of samen met andere organisaties campagnes van geldinzameling organiseert.

## Broederlijk Delen
In 1959 richtte Albert Cauwe 'Caritas hulpbetoon' op, een afzonderlijke vereniging los van de medisch-sociale diensten die tot de hoofdactiviteit van de organisatie behoren. In 1960 werd een vastenactie georganiseerd om ter hulp te komen aan de Congolese bevolking. Deze actie werd bestendigd in de organisatie 'Broederlijk Delen'. Met de opbrengst van de jaarlijkse vastenactie wordt ondersteuning verleend aan circa 235 partnerorganisaties in 20 landen, in Azië, Afrika en Latijns-Amerika. Deze partnerorganisaties zetten zich in voor plattelandsgemeenschappen in het algemeen, meer specifiek voor kleine boeren en inheemse volkeren. De projecten betreffen economische ontwikkeling en verdediging van belangen en rechten van de doelgroepen. In sommige landen kan het ook meer algemeen gaan om mensenrechten. Broederlijk Delen is niet, zoals Caritas Catholica Internationaal, actief in noodhulp. Cauwe was directeur van Broederlijk Delen van 1960 tot 1970.
Broederlijk Delen realiseerde in 2009 een jaarinkomst van 15 miljoen euro. Ongeveer de helft hiervan komt van giften en omhalingen, de andere helft vertegenwoordigt de overheidssubsidies die worden gegeven ten gunste van de partnerorganisaties in de ontwikkelingslanden.